# Giove (singolo)
Giove è un singolo del cantautore italiano Deddy, pubblicato il 24 settembre 2021 come secondo estratto dal primo album in studio Il cielo contromano su Giove.

## Descrizione
Il brano, scritto da Alessandro La Cava e Yuri Salihi, è prodotto da Francesco Catitti, in arte Katoo e ha anticipato l'uscita dell'album Il cielo contromano su Giove.

## Promozione
Il brano è stato presentato dallo stesso cantautore il 26 settembre 2021 nel corso della seconda puntata della ventunesima edizione del talent show Amici di Maria De Filippi.

## Video musicale
Il video musicale, diretto da Cristiano Pedrocco, è stato pubblicato il 6 ottobre 2021 attraverso il canale YouTube della Warner Music Italy.

## Tracce
Testi e musiche di Alessandro La Cava e Yuri Salihi.
1. Giove – 2:44